# FIFA-Arabien-Pokal 2025
Der FIFA-Arabien-Pokal 2025 (offiziell: 2025 FIFA Arab Cup; arabisch كأس العرب 2025) wird die zweite Austragung unter diesem Namen und die elfte insgesamt sein. Er soll vom 1. bis zum 18. Dezember 2025 in Katar ausgetragen werden. Katar ist damit nach 1998 und 2021 zum zweiten Mal Gastgeber. Am Turnier nehmen 23 Mannschaften teil, darunter alle Mitglieder des arabischen Fußballverbandes (UAFA). Die UAFA sieht den Wettbewerb als Fortsetzung des von 1963 bis 2012 neunmal ausgetragenen Arabischen Nationenpokals.

## Spielorte
Bereits einen Tag vor der Auslosung wurden die sechs Stadien in den fünf Städten al-Chaur, al-Wakra, ar-Rayyan, Doha und Lusail als Spielorte genannt. Bis auf das Khalifa International Stadium sind die anderen für die WM 2022 neugebaut worden. Vier der sechs Stadien wurden auch beim FIFA-Arabien-Pokal 2021 und fünf von sechs auch bei der Asienmeisterschaft 2024 genutzt. Das Eröffnungsspiel soll im al-Bayt Stadium in al-Chaur und das Endspiel im Lusail Stadium in Lusail stattfinden.
Alle sechs Stadien verfügen über eine Kapazität von mindestens 40.000 Zuschauern. Das größte Stadion wird das Lusail Stadium in Lusail mit einer Kapazität von 88.000 Zuschauern, das kleinste Stadion hingegen, das Stadium 974, wird Platz für 44.089 Zuschauer bieten.
| al-Chaur                                        | ar-Rayyan                                | ar-Rayyan                               |
| ----------------------------------------------- | ---------------------------------------- | --------------------------------------- |
| al-Bayt Stadium Kapazität: 68.895               | Education City Stadium Kapazität: 44.667 | Ahmed bin Ali Stadium Kapazität: 45.032 |
| al-Bayt Stadium                                 | Education City Stadium                   | Ahmed bin Ali Stadium                   |
| ar-Rayyan                                       | Doha                                     | Lusail                                  |
| Khalifa International Stadium Kapazität: 45.857 | Stadium 974 Kapazität: 44.089            | Lusail Stadium Kapazität: 88.000        |
| Khalifa International Stadium                   | Stadium 974                              | Lusail Stadium                          |

## Teilnehmer

### Qualifikation
Von den 23 Teilnehmern sind die besten neun in der FIFA-Weltrangliste von April 2025 direkt für die Endrunde gesetzt, während die restlichen 14 in der Qualifikation um sieben weitere Plätze spielen müssen. Die Qualifikationsspiele wurden zwei Tage vor der Gruppenauslosung festgelegt. Die bestplatzierte AFC-Mannschaft spielte gegen die niedrigstplatzierte CAF-Mannschaft, die zweitbeste gegen die zweitniedrigste und so weiter. Die Begegnungen sind für den 25. und 26. November 2025 in Katar vorgesehen. Sie werden alle in jeweils einem Spiel entschieden. Bei einem Gleichstand wird zunächst eine Verlängerung gespielt und dann gegebenenfalls ein Elfmeterschießen angewendet.
Spiele
|           | Ergebnis |             |
| --------- | -------- | ----------- |
| Oman      | QR 1     | Somalia     |
| Bahrain   | QR 2     | Dschibuti   |
| Syrien    | QR 3     | Südsudan    |
| Palästina | QR 4     | Libyen      |
| Libanon   | QR 5     | Sudan       |
| Kuwait    | QR 6     | Mauretanien |
| Jemen     | QR 7     | Komoren     |

### Auslosung
Die Gruppenauslosung fand am 25. Mai 2021 in Doha statt. Die 16 Endrundenteilnehmer wurden entsprechend ihrer Position in der FIFA-Weltrangliste von April 2025 auf vier Lostöpfe verteilt. Der Gastgeber aus Katar war als Kopf der Gruppe A und Titelverteidiger Algerien als Kopf der Gruppe D gesetzt. Die Sieger der Qualifikationsspiele 1 bis 3 waren Topf 3 zugeordnet, die restlichen befanden sich in Topf 4.
| Topf 1: - Katar (55, Gastgeber) - Algerien (36, Titelverteidiger) - Marokko (12) - Ägypten (32) Topf 2: - Tunesien (49) - Saudi-Arabien (58) - Irak (59) - Jordanien (62) | Topf 3: - Ver. Arab. Emirate (65) - Sieger QR 1 - Sieger QR 2 - Sieger QR 3 Topf 4: - Sieger QR 4 - Sieger QR 5 - Sieger QR 6 - Sieger QR 7 |

## Gruppenphase

### Gruppe A
| Pl. | Land        | Sp. | S | U | N | Tore    | Diff. | Punkte |
| --- | ----------- | --- | - | - | - | ------- | ----- | ------ |
| 1.  | Katar       | 0   | 0 | 0 | 0 | 000:000 | ±0    | 0      |
| 1.  | Tunesien    | 0   | 0 | 0 | 0 | 000:000 | ±0    | 0      |
| 1.  | Sieger QR 3 | 0   | 0 | 0 | 0 | 000:000 | ±0    | 0      |
| 1.  | Sieger QR 4 | 0   | 0 | 0 | 0 | 000:000 | ±0    | 0      |

### Gruppe B
| Pl. | Land          | Sp. | S | U | N | Tore    | Diff. | Punkte |
| --- | ------------- | --- | - | - | - | ------- | ----- | ------ |
| 1.  | Marokko       | 0   | 0 | 0 | 0 | 000:000 | ±0    | 0      |
| 1.  | Saudi-Arabien | 0   | 0 | 0 | 0 | 000:000 | ±0    | 0      |
| 1.  | Sieger QR 1   | 0   | 0 | 0 | 0 | 000:000 | ±0    | 0      |
| 1.  | Sieger QR 7   | 0   | 0 | 0 | 0 | 000:000 | ±0    | 0      |

### Gruppe C
| Pl. | Land               | Sp. | S | U | N | Tore    | Diff. | Punkte |
| --- | ------------------ | --- | - | - | - | ------- | ----- | ------ |
| 1.  | Ägypten            | 0   | 0 | 0 | 0 | 000:000 | ±0    | 0      |
| 1.  | Jordanien          | 0   | 0 | 0 | 0 | 000:000 | ±0    | 0      |
| 1.  | Ver. Arab. Emirate | 0   | 0 | 0 | 0 | 000:000 | ±0    | 0      |
| 1.  | Sieger QR 6        | 0   | 0 | 0 | 0 | 000:000 | ±0    | 0      |

### Gruppe D
| Pl. | Land        | Sp. | S | U | N | Tore    | Diff. | Punkte |
| --- | ----------- | --- | - | - | - | ------- | ----- | ------ |
| 1.  | Algerien    | 0   | 0 | 0 | 0 | 000:000 | ±0    | 0      |
| 1.  | Irak        | 0   | 0 | 0 | 0 | 000:000 | ±0    | 0      |
| 1.  | Sieger QR 2 | 0   | 0 | 0 | 0 | 000:000 | ±0    | 0      |
| 1.  | Sieger QR 5 | 0   | 0 | 0 | 0 | 000:000 | ±0    | 0      |